# Кубок Америки з футболу 1995
Кубок Америки з футболу 1995 року — тридцять сьомий розіграш головного футбольного турніру серед національних збірних Південної Америки.
Турнір відбувався з 5 по 23 липня 1995 року в Уругваї. Переможцем вчотирнадцяте стала збірна Уругваю, здолавши у вирішальному матчі в серії пенальті Бразилію, завдяки чому отримала право представляти свою конфедерацію на Кубку конфедерацій 1997 року.

## Формат
До десяти збірних команд КОНМЕБОЛ на турнір були запрошені дві команди гостей — Мексика і США, щоб довести число учасників до 12. 12 команд, розбиті на 3 групи по 4 команд, в одноколовому турнірі визначали 8-х учасників плей-оф (3 переможці груп, 3 команди, що зайняли другі місця, і 2 найкращі команди, що зайняли треті місця), які потрапляли в чвертьфінал. У цьому розіграші не призначався додатковий час, якщо основний час закінчувалося внічию, то команди відразу переходили до серії пенальті.
За ротаційним алфавітним принципом господарем чемпіонату став Уругвай.

## Стадіони
| Монтевідео                                                             | Мальдонадо                                                              | Монтевідео Мальдонадо Ривера Пайсанду | Ривера                                                                  | Пайсанду                                                                |
| Естадіо Сентенаріо                                                     | Домінго Бургеньйо                                                       | Монтевідео Мальдонадо Ривера Пайсанду | Атіліо Пайва Олівера                                                    | Парк Артігас                                                            |
| Місткість: 65,235                                                      | Місткість: 22,000                                                       | Монтевідео Мальдонадо Ривера Пайсанду | Місткість: 30,000                                                       | Місткість: 25,000                                                       |
| 34°53′41″ пд. ш. 56°09′10″ зх. д. / 34.894661° пд. ш. 56.15284° зх. д. | 34°54′52″ пд. ш. 54°57′17″ зх. д. / 34.914564° пд. ш. 54.954815° зх. д. | Монтевідео Мальдонадо Ривера Пайсанду | 30°54′31″ пд. ш. 55°32′54″ зх. д. / 30.908521° пд. ш. 55.548377° зх. д. | 32°19′23″ пд. ш. 58°04′21″ зх. д. / 32.322961° пд. ш. 58.072593° зх. д. |
|                                                                        |                                                                         | Монтевідео Мальдонадо Ривера Пайсанду |                                                                         |                                                                         |

## Груповий етап

### Група A
| Збірна    | І | В | Н | П | ГЗ | ГП | Р  | О |
| --------- | - | - | - | - | -- | -- | -- | - |
| Уругвай   | 3 | 2 | 1 | 0 | 6  | 2  | +4 | 7 |
| Парагвай  | 3 | 2 | 0 | 1 | 5  | 4  | +1 | 6 |
| Мексика   | 3 | 1 | 1 | 1 | 5  | 4  | +1 | 4 |
| Венесуела | 3 | 0 | 0 | 3 | 4  | 10 | −6 | 0 |

| 5 липня 1995 |

| Уругвай                                               | 4:1 | Венесуела     |
| ----------------------------------------------------- | --- | ------------- |
| Фонсека 14' Отеро 25' Франческолі 75' (пен.) Поєт 84' |     | Дольгетта 53' |

| Сентенаріо, Монтевідео Глядачів: 32 000 Арбітр: Сальвадор Імператоре |

| 6 липня 1995 |

| Парагвай                  | 2:1 | Мексика    |
| ------------------------- | --- | ---------- |
| Кардосо 63' Саман'єго 73' |     | Гарсія 44' |

| Домінго Бургеньйо, Мальдонадо Глядачів: 5 000 Арбітр: Альфредо Родас |

| 9 липня 1995 |

| Уругвай         | 1:0 | Парагвай |
| --------------- | --- | -------- |
| Франческолі 13' |     |          |

| Сентенаріо, Монтевідео Глядачів: 40 000 Арбітр: Марсіо Резенде |

| 9 липня 1995 |

| Мексика                                   | 3:1 | Венесуела         |
| ----------------------------------------- | --- | ----------------- |
| Гарсія 41' (пен.) 57' (пен.) Еспіноса 76' |     | 65' (авт.) Кампос |

| Домінго Бургеньйо, Мальдонадо Глядачів: 700 Арбітр: Рауль Домінгес |

| 12 липня 1995 |

| Парагвай                               | 3:2 | Венесуела                 |
| -------------------------------------- | --- | ------------------------- |
| Кардосо 35' Вільямайор 64' Гамарра 83' |     | 13' Міранда 68' Дольгетта |

| Домінго Бургеньйо, Мальдонадо Глядачів: 2 000 Арбітр: Оскар Руїс |

| 13 липня 1995 |

| Уругвай      | 1:1 | Мексика    |
| ------------ | --- | ---------- |
| Саралегі 79' |     | 67' Гарсія |

| Сентенаріо, Монтевідео Глядачів: 10 000 Арбітр: Хав'єр Кастрільї |

### Група В
| Збірна   | І | В | Н | П | ГЗ | ГП | Р  | О |
| -------- | - | - | - | - | -- | -- | -- | - |
| Бразилія | 3 | 3 | 0 | 0 | 6  | 0  | +6 | 9 |
| Колумбія | 3 | 1 | 1 | 1 | 2  | 4  | −2 | 4 |
| Еквадор  | 3 | 1 | 0 | 2 | 2  | 3  | −1 | 3 |
| Перу     | 3 | 0 | 1 | 2 | 2  | 5  | −3 | 1 |

| 7 липня 1995 |

| Колумбія     | 1:1 | Перу         |
| ------------ | --- | ------------ |
| Аспрілья 68' |     | 80' Паласіос |

| Атіліо Пайва Олівера, Ривера Глядачів: 5 000 Арбітр: Ернесто Філіппі |

| 7 липня 1995 |

| Бразилія     | 1:0 | Еквадор |
| ------------ | --- | ------- |
| Роналдао 73' |     |         |

| Атіліо Пайва Олівера, Ривера Глядачів: 10 000 Арбітр: Хав'єр Кастрільї |

| 10 липня 1995 |

| Колумбія   | 1:0 | Еквадор |
| ---------- | --- | ------- |
| Рінкон 44' |     |         |

| Атіліо Пайва Олівера, Ривера Глядачів: 8 000 Арбітр: Пабло Пенья |

| 10 липня 1995 |

| Бразилія                      | 2:0 | Перу |
| ----------------------------- | --- | ---- |
| Зіньйо 77' (пен.) Едмундо 82' |     |      |

| Атіліо Пайва Олівера, Ривера Глядачів: 8 000 Арбітр: Фелікс Бенегас |

| 13 липня 1995 |

| Еквадор           | 2:1 | Перу             |
| ----------------- | --- | ---------------- |
| Діас 61' Мора 75' |     | 82' (а.г) Уртадо |

| Атіліо Пайва Олівера, Ривера Глядачів: 10 000 Арбітр: Едуардо Длуснієвскі |

| 13 липня 1995 |

| Бразилія                                | 3:0 | Колумбія |
| --------------------------------------- | --- | -------- |
| Леонардо 30' Туліо 76' Ігіта 85' (авт.) |     |          |

| Атіліо Пайва Олівера, Ривера Глядачів: 10 000 Арбітр: Ернесто Філіппі |

### Група С
| Збірна    | І | В | Н | П | ГЗ | ГП | Р  | О |
| --------- | - | - | - | - | -- | -- | -- | - |
| США       | 3 | 2 | 0 | 1 | 5  | 2  | +3 | 6 |
| Аргентина | 3 | 2 | 0 | 1 | 6  | 4  | +2 | 6 |
| Болівія   | 3 | 1 | 1 | 1 | 4  | 4  | 0  | 4 |
| Чилі      | 3 | 0 | 1 | 2 | 3  | 8  | −5 | 1 |

| 8 липня 1995 |

| США             | 2:1 | Чилі          |
| --------------- | --- | ------------- |
| Віналда 14' 20' |     | 63' Розенталь |

| Парк Артігас, Пайсанду Глядачів: 16 000 Арбітр: Альберто Техада |

| 8 липня 1995 |

| Аргентина                | 2:1 | Болівія    |
| ------------------------ | --- | ---------- |
| Батістута 70' Бальбо 81' |     | 75' Ангола |

| Парк Артігас, Пайсанду Глядачів: 20 000 Арбітр: Едуардо Длуснієвскі |

| 11 липня 1995 |

| Болівія       | 1:0 | США |
| ------------- | --- | --- |
| Этчеверрі 23' |     |     |

| Парк Артігас, Пайсанду Глядачів: 16 000 Арбітр: Паоло Боргосано |

| 11 липня 1995 |

| Аргентина                              | 4:0 | Чилі |
| -------------------------------------- | --- | ---- |
| Батістута 1' 51' Сімеоне 6' Бальбо 54' |     |      |

| Парк Артігас, Пайсанду Глядачів: 16 000 Арбітр: Артуро Картер |

| 14 липня 1995 |

| Болівія               | 2:2 | Чилі          |
| --------------------- | --- | ------------- |
| Меркадо 78' Рамос 87' |     | 55' 61' Басай |

| Парк Артігас, Пайсанду Глядачів: 11 000 Арбітр: Альберто Техада |

| 14 липня 1995 |

| США                              | 3:0 | Аргентина |
| -------------------------------- | --- | --------- |
| Клопас 20' Лалас 31' Віналда 58' |     |           |

| Парк Артігас, Пайсанду Глядачів: 8 000 Арбітр: Марсіо Резенде |

### Рейтинг команд на третьому місці
В кінці першого етапу, було проведено порівняння між третіми командами кожної групи. Два команди з кращими результатами вийшли в чвертьфінал.
| Г | Збірна  | І | В | Н | П | ГЗ | ГП | Р  | О |
| - | ------- | - | - | - | - | -- | -- | -- | - |
| A | Мексика | 3 | 1 | 1 | 1 | 5  | 4  | +1 | 4 |
| C | Болівія | 3 | 1 | 1 | 1 | 4  | 4  | 0  | 4 |
| B | Еквадор | 3 | 1 | 0 | 2 | 2  | 3  | −1 | 3 |

## Плей-оф
|  | Чвертьфінали          | Чвертьфінали          |                       |       | Півфінали   | Півфінали   |  |  | Фінал                 | Фінал |
|  |                       |                       |                       |       |             |             |  |  |                       |       |
|  | 16 липня – Монтевідео |                       |                       |       |             |             |  |  |                       |       |
|  |                       |                       |                       |       |             |             |  |  |                       |       |
|  | Колумбія              | 1 (5)                 |                       |       |             |             |  |  |                       |       |
|  | Колумбія              | 1 (5)                 | 19 липня – Монтевідео |       |             |             |  |  |                       |       |
|  | Парагвай              | 1 (4)                 |                       |       |             |             |  |  |                       |       |
|  | Парагвай              | 1 (4)                 | Колумбія              | 0     |             |             |  |  |                       |       |
|  | 16 липня – Монтевідео |                       | Колумбія              | 0     |             |             |  |  |                       |       |
|  |                       | Уругвай               | 2                     |       |             |             |  |  |                       |       |
|  | Уругвай               | Уругвай               | 2                     | 2     |             |             |  |  |                       |       |
|  | Уругвай               |                       | 23 липня – Монтевідео | 2     |             |             |  |  |                       |       |
|  | Болівія               | 1                     |                       |       |             |             |  |  |                       |       |
|  | Болівія               | 1                     | Уругвай               | 1 (5) |             |             |  |  |                       |       |
|  | 17 липня – Пайсанду   |                       | Уругвай               | 1 (5) |             |             |  |  |                       |       |
|  |                       | Бразилія              | 1 (3)                 |       |             |             |  |  |                       |       |
|  | США                   | Бразилія              | 1 (3)                 | 0 (4) |             |             |  |  |                       |       |
|  | США                   | 20 липня – Мальдонадо |                       | 0 (4) |             |             |  |  |                       |       |
|  | Мексика               | 0 (1)                 |                       |       |             |             |  |  |                       |       |
|  | Мексика               | 0 (1)                 | США                   | 0     | Третє місце | Третє місце |  |  |                       |       |
|  | 17 липня – Ривера     |                       | США                   | 0     | Третє місце | Третє місце |  |  |                       |       |
|  |                       | Бразилія              | 1                     |       |             |             |  |  |                       |       |
|  | Бразилія              | Бразилія              | 1                     | 2 (4) | Колумбія    | 4           |  |  |                       |       |
|  | Бразилія              |                       |                       | 2 (4) | Колумбія    | 4           |  |  |                       |       |
|  | Аргентина             | 2 (2)                 |                       | США   | 1           |             |  |  |                       |       |
|  | Аргентина             | 2 (2)                 |                       |       | 1           |             |  |  |                       |       |
|  |                       |                       |                       |       |             |             |  |  | 22 липня – Мальдонадо |       |
|  |                       |                       |                       |       |             |             |  |  |                       |       |

## Чвертьфінали
| 16 липня 1995 |

| Колумбія   | 1:1 | Парагвай       |
| ---------- | --- | -------------- |
| Рінкон 53' |     | 26' Вільямайор |

| Сентенаріо, Монтевідео Глядачів: 25 000 Арбітр: Сальвадор Імператоре |

|                                                  |     | Пенальті                                    |  |
| Рінкон · Мендоса · Арболеда · Кабрера · Аспрілья | 5:4 | Хара · Акунья · Саман'єго · Деніс · Гамарра |  |

| 16 липня 1995 |

| Уругвай              | 2:1 | Болівія       |
| -------------------- | --- | ------------- |
| Отеро 1' Фонсека 30' |     | 71' О. Санчес |

| Сентенаріо, Монтевідео Глядачів: 45 000 Арбітр: Альфредо Родас |

| 17 липня 1995 |

| США | 0:0 | Мексика |
| --- | --- | ------- |
|     |     |         |

| Парк Артігас, Пайсанду Глядачів: 6 500 Арбітр: Оскар Руїс |

|                                    |     | Пенальті                     |  |
| Віналда · Мур · Каліджурі · Клопас | 4:1 | Гарсія · Ермосільйо · Койоте |  |

| 17 липня 1995 |

| Бразилія             | 2:2 | Аргентина               |
| -------------------- | --- | ----------------------- |
| Едмундо 9' Туліо 81' |     | 2' Бальбо 29' Батістута |

| Атіліо Пайва Олівера, Ривера Глядачів: 24 000 Арбітр: Альберто Техада |

|                                                       |     | Пенальті                          |  |
| Роберто Карлос · Туліо · Андре Крус · Дунга · Едмундо | 4:2 | Перес · Акоста · Сімеоне · Фаббрі |  |

## Півфінали
| 19 липня 1995 |

| Уругвай                 | 2:0 | Колумбія |
| ----------------------- | --- | -------- |
| Адінольфі 51' Отеро 70' |     |          |

| Сентенаріо, Монтевідео Глядачів: 20 000 Арбітр: Фелікс Бенегас |

| 20 липня 1995 |

| Бразилія   | 1:0 | США |
| ---------- | --- | --- |
| Алдаїр 13' |     |     |

| Домінго Бургеньйо, Мальдонадо Глядачів: 8 000 Арбітр: Альфредо Родас |

## Матч за 3-тє місце
| 22 липня 1995 |

| Колумбія                                              | 4:1 | США            |
| ----------------------------------------------------- | --- | -------------- |
| Кіньйонес 30' Вальдеррама 38' Аспрілья 50' Рінкон 76' |     | 52' (пен.) Мур |

| Домінго Бургеньйо, Мальдонадо Глядачів: 2 500 Арбітр: Сальвадор Імператоре |

Колумбія: Ігіта, Кабрера, Бермудес, Мендоса, Кардона, Альварес, Лосано, Рінкон, Вальдеррама, Кіньйонес, Аспрілья. Тренер: Ернан Даріо Гомес
США: К. Келлер, Бернс (Джонс'63), Лаппер, Лалас, Каліджурі, Стюарт, Клопас, Рейна, Сорбер (Рамос'37), Кіровскі (Керр'45), Мур. Тренер: Стів Семпсон

## Фінал
| 22 липня 1995 |

| Уругвай       | 1:1 | Бразилія  |
| ------------- | --- | --------- |
| Бенгоечеа 51' |     | 30' Туліо |

| Сентенаріо, Монтевідео Глядачів: 60 000 Арбітр: Артуро Картер |

|                                                         |     | Пенальті                                |  |
| Франческолі · Бенгоечеа · Еррера · Гутьєррес · Мартінес | 5:3 | Роберто Карлос · Зіньйо · Туліо · Дунга |  |

## Чемпіон
| Кубок Америки 1995 |
| ------------------ |
| Уругвай 14-й титул |

## Найкращі бомбардири
4 голи
- Габріель Батістута
- Луїс Гарсія

3 голи
- Абель Бальбо
- Туліо
- Фредді Рінкон
- Ерік Віналда
- Марсело Отеро

2 голи
- Едмундо
- Іво Басай
- Фаустіно Аспрілья
- Хосе Кардосо, Хуан Вільямайор
- Даніель Фонсека, Енцо Франческолі
- Хосе Луїс Дольгетта

## Остаточні позиції
| Збірна    | О  | І | В | Н | П | ГЗ | ГП | Р  | Е      |
| --------- | -- | - | - | - | - | -- | -- | -- | ------ |
| Уругвай   | 14 | 6 | 4 | 2 | 0 | 11 | 4  | +7 | 77.8 % |
| Бразилія  | 14 | 6 | 4 | 2 | 0 | 10 | 3  | +7 | 77.8 % |
| Колумбія  | 8  | 6 | 2 | 2 | 2 | 7  | 8  | -1 | 44.4 % |
| Аргентина | 7  | 4 | 2 | 1 | 1 | 8  | 6  | +2 | 58.3 % |
| Парагвай  | 7  | 4 | 2 | 1 | 1 | 6  | 5  | +1 | 58.3 % |
| США       | 7  | 6 | 2 | 1 | 3 | 6  | 7  | -1 | 38.9 % |
| Мексика   | 5  | 4 | 1 | 2 | 1 | 5  | 4  | +1 | 41.7 % |
| Болівія   | 4  | 4 | 1 | 1 | 2 | 5  | 6  | -1 | 33.3 % |
| Еквадор   | 3  | 3 | 1 | 0 | 2 | 2  | 3  | -1 | 33.3 % |
| Перу      | 1  | 3 | 0 | 1 | 2 | 2  | 5  | -3 | 25.0 % |
| Чилі      | 1  | 3 | 0 | 1 | 2 | 3  | 8  | -5 | 25.0 % |
| Венесуела | 0  | 3 | 0 | 0 | 3 | 4  | 10 | -6 | 0.0 %  |